# Malé Kršteňany
Malé Kršteňany (Hongaars: Kiskeresnye) is een Slowaakse gemeente in de regio Trenčín, en maakt deel uit van het district Partizánske.
Malé Kršteňany telt 492 inwoners.